# Польско-католическая церковь

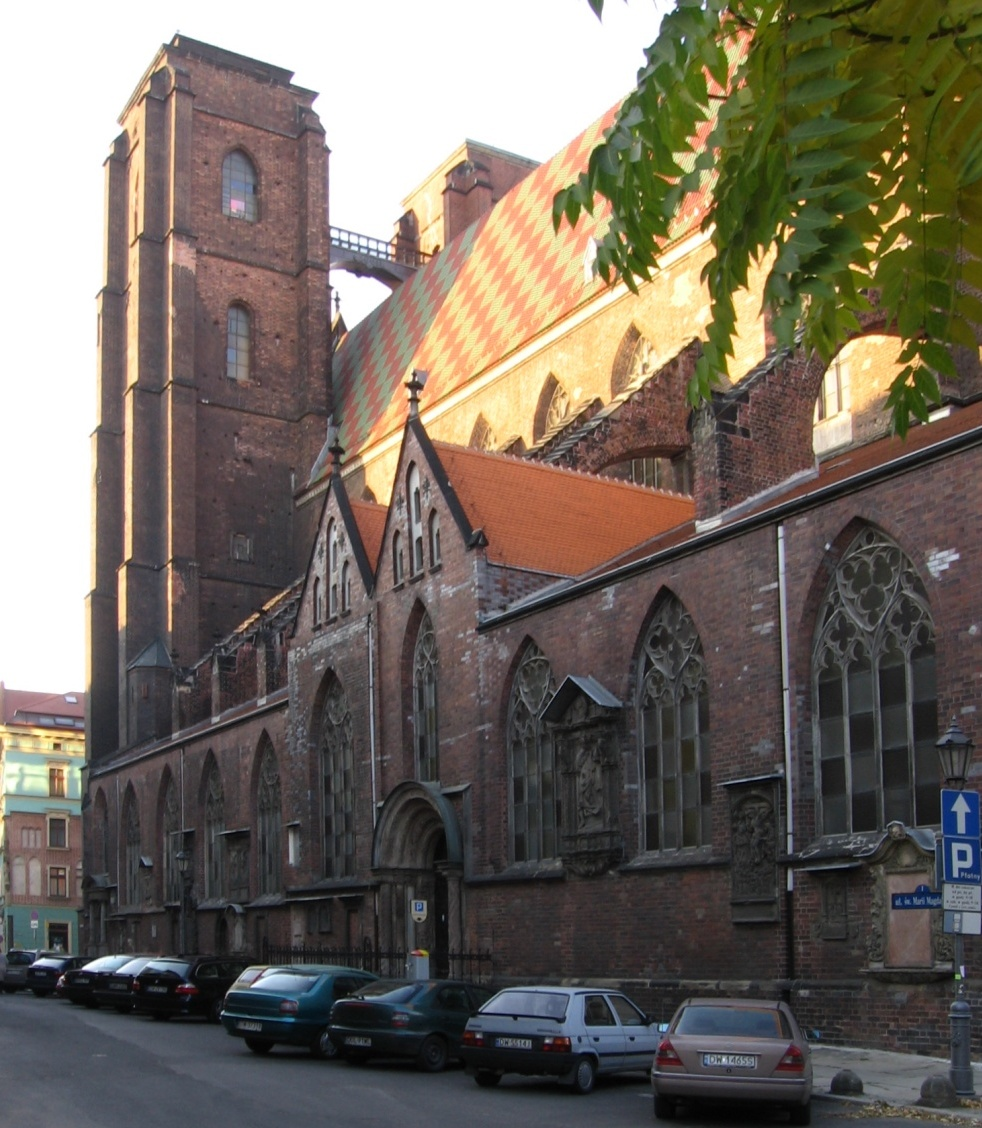
Собор Святой Марии Магдалины, Вроцлав

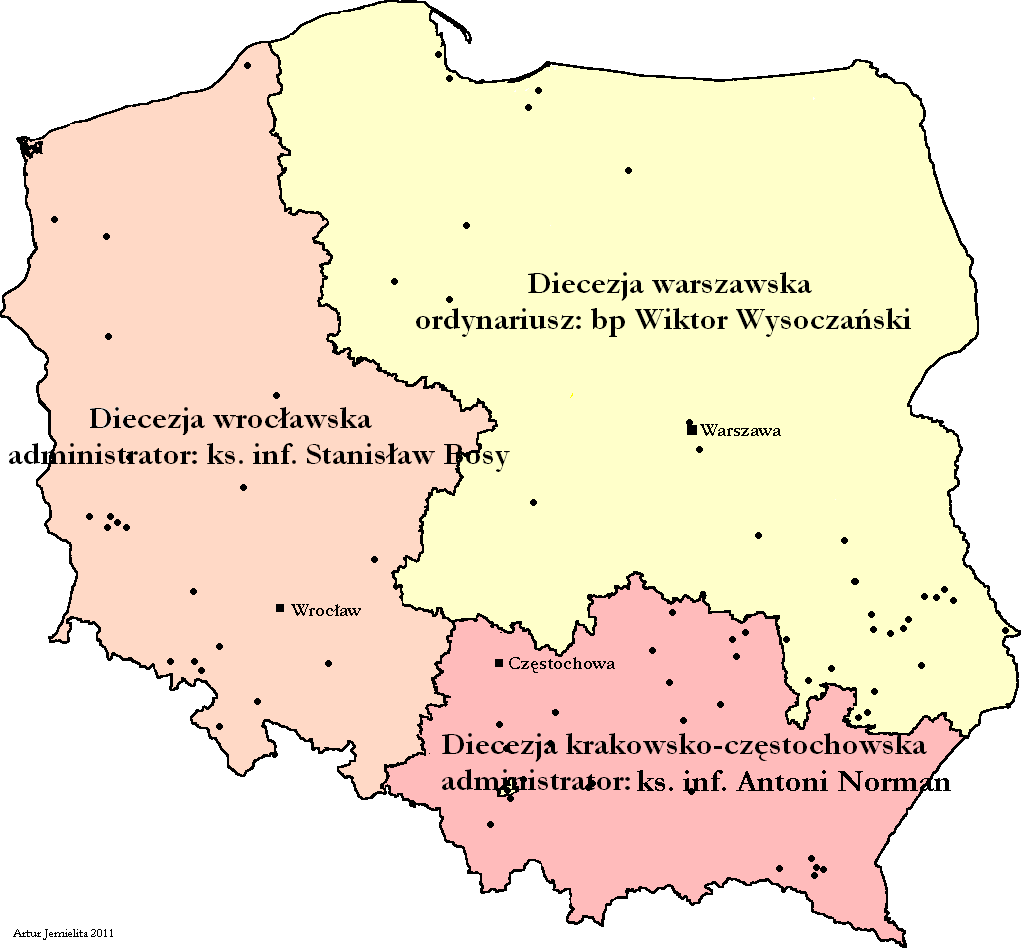
Карта епархий Польско-католической церкви

Польско-католическая церковь (пол. Kościół Polskokatolicki w RP) — старокатолическая церковь, входящая в Утрехтскую унию старокатолических церквей. Численность верующих составляет около 20 956 человек.
В Польско-католической церкви, в отличие от Римско-Католической церкви, существует два вида исповеди: частная и общая. В отличие от Польской национальной католической церкви священники Польско-католической церкви приносят обет безбрачия.

## История
Польско-католическая церковь отделилась в 1951 году от Польской национальной католической церкви, возникшей на территории США в последнем десятилетии XIX века. В 1907 году Польская национальная католическая церковь в США стала членом Утрехтской унии старокатолических церквей. Одним из видов деятельности этой церкви стала поддержка национального польского движения за обретение независимости Польши. После обретения независимости Польши в 1918 году епископ Польской национальной католической церкви Францишек Ходура пытался организовать приходы этой церкви на территории Польши, но столкнулся с противостоянием польских властей, которые не хотели регистрировать эту церковь в Польше. Регистрация первого прихода Польской национальной католической церкви состоялась только в 1946 году. Коммунистические власти Польши с недоверием относились к церкви, центр которой находился в США. Был арестован епископ Польской национальной католической церкви Юзеф Падевский. Под их давлением священник Эдвард Нарбутт-Нарбуттович провозгласил осенью 1951 года отделение приходов Польской национальной католической церкви от центра в США и образовании новой старокатолической церкви в Польше под названием «Польско-католическая церковь». Главой новообразованной церкви был выбран священник Юзеф Доброховский, который стал управлять старокатолическими общинами вместе со священником Евгением Крегелевичем.
После падения коммунистического режима в Польше был пересмотрен правовой статус Польско-католической церкви. 30 июня 1995 года Польский сейм принял указ, регулирующий деятельность Польско-католической церкви в Польше (Dz. U. Nr 97, poz. 482).

## Богословие и учение
Литургия и богословие почти не отличается от Римско-католической церкви, за исключением таинства исповеди. В Польско-католической церкви, в отличие от Римско-Католической церкви, существует два вида исповеди: частная и общая.
В отличие от Польской национальной католической церкви священники Польско-католической церкви приносят обет безбрачия.
Кандидат в епископа должен быть рукоположён по крайней мере тремя епископами, находящимися в общении с утрехтскими старокатолическими церквами.
Церковью управляет епископ, выбранный Синодом.

## Структура
Польско-католическая церковь разделена на три епархии:
- Варшавская епархия;
- Вроцлавская епархия;
- Краковско-Ченстоховская епархия.

В Церкви действуют 81 приход и служат 111 священников. Кандидаты на священство проходят обучение в Христианской теологической академии или Высшей польской католической семинарии в Варшаве.

## Главы церкви
- Коллегия епископов (1951—1957);
- Юлиан Пенкала (1957—1958);
- Максимилиан Роде (1959—1965);
- Юлиан Пенкала (1965—1975);
- Тадеуш Маевский (1975—1994);
- Виктор Высочанский (1995—2023).

## Источник
- Tadeusz Ryszard Majewski, Biskup Franciszek Hodur i Jego Dzieło, Warszawa 1987.
- Wiktor Wysoczański, Polski Nurt Starokatolicyzmu, Warszawa 1977.